# 기타고역
기타고역(일본어: 北郷駅)은 일본 미야자키현 니치난시에 위치한 규슈 여객철도 니치난 선의 철도역이다. 섬식 승강장 1면 2선의 구조를 갖춘 지상역이다.

## 이용 현황
| 승차 인원 추이 | 승차 인원 추이 |
| 연도           | 1일 평균       |
| -------------- | -------------- |
| 2002           | 170            |
| 2003           |                |
| 2004           | 116            |
| 2005           | 110            |
| 2006           | 95             |
| 2007           | 94             |
| 2008           | 90             |
| 2009           | 93             |
| 2010           | 91             |
| 2011           | 91             |
| 2012           | 84             |

## 역 주변
- 니치난 시 기타고초 종합 지소
- 기타고 온센

## 역사
- 1941년 10월 28일 : 시부시 선 아부라쓰 - 이 역간 개업에 의해 종착역으로서 개업.
- 1963년 5월 8일 : 니치난 선 미나미미야자키 - 이 역간 개업에 의해 중간역으로 되어 니치난 선으로 편입.
- 1971년 2월 1일 : 화물 영업 폐지.
- 1987년 4월 1일 : 일본국유철도 분할 민영화에 의해, 규슈 여객철도가 승계.

## 인접 역
| 니치난 선                  | 니치난 선               | 니치난 선            |
| -------------------------- | ----------------------- | -------------------- |
| 이비이 미나미미야자키 방면 | ■ 쾌속 '니치난 마린 호' | 오비 시부시 방면     |
| 이비이 미나미미야자키 방면 | ■ 보통                  | 우치노다 시부시 방면 |